# Stiftung Contact
Die Stiftung Contact (gegenwärtiger Auftritt als CONTACT Stiftung für Suchthilfe) bietet ambulante Angebote mit dem Ziel, die Risiken und Folgeschäden des Suchtmittelkonsums zu mindern. Die Stiftung ist im Schweizer Kanton Bern tätig.
Sie ist im Bereich der Schadensminderung tätig und verfolgt damit einen entwicklungsorientierten Ansatz basierend auf der Akzeptanz von Konsum. Die Schadensminderung ist eine der vier Säulen der Schweizer Suchtpolitik. Neben Angeboten für Menschen mit einer Abhängigkeit von illegalen Suchtmitteln bietet die Stiftung Hilfeleistungen im Bereich legaler Suchtmittel wie Alkohol an. Zudem informiert die Stiftung Contact Menschen mit problematischem Konsum von Freizeitdrogen über Risiken und Safer Use.

## Zweck, Organisation und Finanzierung
Die Stiftung Contact ist zertifiziert gemäss QuaTheDA (abgekürzt für: Qualitätsmanagementsystem, Therapie, Drogen, Alkohol), sowie politisch und konfessionell unabhängig. Die Stiftung verfolgt den Zweck, Menschen und ihren Bezugspersonen im Zusammenhang mit Abhängigkeitsproblemen beizustehen und durch geeignete Aktivitäten diese Probleme zu vermindern. Die Stiftung unterstützt Massnahmen, die eine Reduktion der Abhängigkeitsprobleme zum Ziel haben. Gemeinden sowie öffentliche und private Institutionen berät und unterstützt die Stiftung in ihren Bemühungen zur Bewältigung dieser Probleme. Die Stiftung Contact hat gemeinnützigen Charakter und verfolgt keinerlei Erwerbszweck.
Die Angebote der Stiftung werden dezentral betrieben. Die Stiftung wird zentral gesteuert.
Die Geschäftsleitung hat ihren Sitz in Bern. Anlaufstellen werden in Bern, Biel, Thun und Tavannes, Arbeitsintegrationsangebote in Bern, Biel und Thun betrieben. Angebote der aufsuchenden Sozialarbeit bestehen in den Gemeinden Bern, Biel, Burgdorf, Langenthal, Lyss und Interlaken. rave it save informiert und berät im Angebot Nightlife von Bern aus im ganzen Kanton zu Substanzen. dib (Drug Checking, Infos und Beratung) befindet sich in Bern und Biel. Stellen für ambulante Suchtbehandlung werden in Bern, Langenthal und Tavannes betrieben. Begleitete Wohnformen werden im Berner Mittelland und im Berner Oberland angeboten und die teilbetreute Wohnlösung befindet sich in Langenthal.
Die Stiftung wird teilweise durch den Kanton Bern finanziert. Auftraggeberin ist unter anderem die Gesundheits-, Sozial- und Integrationsdirektion des Kantons Bern. Die restlichen Kosten werden mit selbst erwirtschafteten Erträgen gedeckt, die durch den Verkauf von Produkten und Dienstleistungen der Arbeitsintegrationsangebote generiert werden. Weitere Kosten werden über Krankenkassenbeiträge im Rahmen der Suchtbehandlung und Einnahmen des begleiteten Wohnens gedeckt.

## Kernaufgaben und Angebote
Die Kernaufgaben der Stiftung sind im Bereich der Schadensminderung angesiedelt. Sie umfassen „Strategien und Massnahmen zur Verringerung der negativen Folgen des Drogenkonsums auf die Konsumierenden sowie auf die Gesellschaft.“

## Anlaufstellen
„Anlaufstellen bieten Personen, die illegale Substanzen konsumieren, Aufenthalts- und Konsumräume an und stellen die Versorgung mit sauberem Spritzenmaterial sicher.“ Dadurch wird ein risikoarmer Konsum ermöglicht und die Prävention von Infektionskrankheiten unterstützt. Anlaufstellen erlauben die Versorgung von Menschen, die durch andere soziale Einrichtungen kaum erreicht werden. Zudem tragen sie einen wesentlichen Teil zur Entlastung des öffentlichen Raums bei.
Neben Anlaufstellen (mit Konsumraum) in Bern und Biel werden von der Stiftung Contact die Anlaufstelle in Tavannes für den Berner Jura sowie die Angebote Contact Anlaufstelle Thun, La Strada (Bern) und La Gare (Bern) betrieben. Die Anlaufstellen in Tavannes und Thun sind eine Stelle für Abhängige illegaler Drogen ohne Konsumraum. La Strada ist ein Angebot, das sich an suchtmittelgefährdete Sexarbeiterinnen richtet. La Gare – betrieben im Auftrag der Stadt Bern – ist ein Treffpunkt für alkoholabhängige Personen, die kein abstinenzorientiertes Angebot nutzen.

## Arbeitsintegration
Aufgrund einer Abhängigkeit von illegalen Suchtmitteln sind Betroffene vielfach in ihrer Arbeitsfähigkeit eingeschränkt. Arbeitsintegrationsangebote bieten einen niederschwelligen Zugang zu einer produktiven Tätigkeit mit dem Ziel, eine Verbesserung der Lebenssituation zu erreichen und die soziale Reintegration zu fördern. Teilweise wird die Reintegration in den ersten Arbeitsmarkt angestrebt.

## Aufsuchende Sozialarbeit
Die aufsuchende Sozialarbeit interveniert in verschiedenen Städten und Regionen des Kantons Bern flexibel und bedarfsorientiert. Sie begegnet den Konsumierenden im öffentlichen Raum und bietet Informationen und Begleitung sowie Weitervermittlung an Fachstellen an. Weiter wird sauberes Injektions- und Inhalationshilfsmaterial abgegeben.

## rave it safe und dib
Im Bereich des Nachtlebens richten sich spezialisierte Institutionen mit schadensmindernden Angeboten direkt an die Zielgruppe der Partygänger/innen. Durch rave it save werden vor Ort Informationen, betreute Chillout-Zonen und gelegentlich Substanzanalysen (sog. Drug-Checking) in Zusammenarbeit mit dem Kantonsapothekeramt angeboten. dib bietet stationäre Substanzanalysen und Sprechstunden an und übernimmt das Monitoring in Form von Warnungen zu den sich im Umlauf befindenden Substanzen.

## Suchtbehandlung
Die Stiftung Contact bietet ambulante Substitutionsbehandlung an. „Diese besteht aus dem ärztlich verordneten Ersatz eines illegal konsumierten Opioides (z.B. Heroin) durch ein legales Medikament (z.B. Methadon).“ Die substanzgestützte Therapie beinhaltet zudem psychiatrische Behandlung sowie sozialarbeiterische Betreuung.

## Wohnintegration
Die Wohnintegration bietet Menschen mit Suchtmittelproblemen und psychosozialen Schwierigkeiten, die in ihrer Wohnkompetenz vorübergehend oder dauerhaft eingeschränkt sind, begleitete oder teilbetreute Wohnformen an.

## Geschichte
Als Stiftung besteht Contact erst seit 2004, entstanden ist die Organisation allerdings bereits 1973 als ambulante Drogenberatungsstelle in Bern. Die Eröffnung dieser Stelle war eine Reaktion auf den zunehmenden Konsum illegaler Drogen. Die gesellschaftliche Entwicklung von illegalen Drogen zum Massenphänomen begann bereits Ende der 60er Jahre. Bis Anfang der 90er Jahre spitzte sich die Lage kontinuierlich zu. Anfang der achtziger Jahre breitete sich HIV/Aids aus, und die zunehmende Verelendung von abhängigen Personen in Form von offenen Drogenszenen wurde immer sichtbarer (Platzspitz in Zürich, Münsterplattform, später Schänzli und Kocherpark in Bern).
Mit der Gründung des weltweit ersten Drogenkonsumraums wurde ein wichtiger Grundstein der Schadensminderung gelegt: ohne Abstinenzanspruch, aber mit dem Ziel, den Drogenabhängigen ein Überleben ohne HIV/AIDS, Hepatitis und Verelendung zu ermöglichen. Sukzessiv wurden auch die Substitutionsprogramme mit Methadon erweitert. Bestehende Arbeitsangebote wurden niederschwelliger und als Taglöhnerprojekte geführt.
1976 wurde in Bern als erstes Arbeitsangebot das Wärchlädeli gegründet, das heute unter dem Namen Contact Arbeit Holz+Textil betrieben wird. (In Thun wurde sieben Jahre später, 1983, ebenfalls ein Arbeitsangebot eröffnet. 1986 folgte ein Arbeitsprojekt in Bern mit Fokus Bauarbeiten. 1996 übernahm Contact einen Quartierladen im Berner Quartier Lorraine und führte das Arbeitsangebot unter dem Namen LOLA Lorraineladen. 1998 entstand die sogenannte Citypflege im Auftrag der Stadt Bern, 2006 das Arbeitsangebot Djamba in Biel, heute Contact Arbeit. Das jüngste Arbeitsprogramm, Contact take a way, wurde 2017 eröffnet.)
1981 wurde als Pilotprojekt in Biel erstmals aufsuchende Sozialarbeit betrieben, ab 2015 auch von Bern aus. Ab 2019 ist die aufsuchende Sozialarbeit ein Querschnittsangebot, das in allen Angeboten von Contact verankert ist. (Heute heisst dieses Angebot Contact Mobil.)
Die erste Stelle für ambulante Substitutionsbehandlung wurde 1983 in Bern gegründet und gab Methadon ab. (Heute wird die ambulante Behandlung bei Opioidabhängigkeit unter dem Namen Contact Suchtbehandlung in Bern und Langenthal seit 2011 und in Tavannes im Berner Jura seit Juli 2018 angeboten.)
1986 entstand in der Stadt Bern an der Münstergasse 12 der weltweit erste Drogenkonsumraum (umgangssprachlich „Fixerstübli“). Heute heisst dieses Angebot Contact Anlaufstelle und wird in Bern und Biel (seit 2001) geführt; seit 2008 in Thun und seit Juli 2018 in Tavannes im Berner Jura – letztere beide ohne Konsumraum. Seit 2003 gibt es in Bern im Rahmen des Angebots Contact Anlaufstelle mit „La Strada“ auch ein Angebot für drogenabhängige Sexarbeiterinnen, die illegale Drogen konsumieren. Das Angebot „La Gare“ richtet sich seit 2005 an alkoholabhängige und sozial desintegrierte Personen, die kein abstinenzorientiertes Angebot nutzen. Dieses wird von Contact im Auftrag der Stadt Bern geführt.
1994 wurde mit Wodrebe das erste Wohnintegrationsangebot der Stiftung Contact für das Berner Mittelland eröffnet und für weitere Regionen wie das Berner Oberland oder Langenthal kontinuierlich ausgebaut. (Heute arbeitet Contact Wohnen einerseits von Schönbühl bei Bern und von Interlaken-Matten aus. In Langenthal führt Contact Wohnen ausserdem ein teilbetreutes Wohnangebot.)
In den 90er Jahren wurde die ambulante Drogenarbeit für illegale Suchtmittel im Kanton Bern vorwiegend durch folgende Institutionen getragen: Die Stiftung Contact-Bern, die Vereine DropIn Biel, Contact Thun, Judro Burgdorf, Egge Langnau, Contact Jura Bernois und den Kirchgemeindeverband Oberaargau für die JBO. Auf Initiative von Contact-Bern schlossen sich 1996 diese Trägerschaften – ausser Contact Jura Bernois – zum Berner Forum (BeFo) zusammen und fusionierten 1999 zum Verein Contact Netz.
2004 wurde der Verein Contact Netz zur Stiftung Contact Netz. 2014 fiel aufgrund von Sparmassnahmen und der Übergabe der sechs Beratungsstellen von Contact Netz an Berner Gesundheit (Beges) ungefähr ein Fünftel des Volumens der Organisation weg. Fachlich wurde Contact Netz gemäss der Gesundheits- und Fürsorgedirektion das Kompetenzzentrum für Schadensminderung im Kanton Bern. Diese Neupositionierung bringt eine Strukturreform mit sich, die mit einem neuen Namen unterstrichen wird. Contact Netz heisst seit Oktober 2016 Contact. Die Strukturreform führt zu einer Modernisierung und Professionalisierung der Organisation.
2008 wurde im Rahmen der mobilen Dienstleistungen von Contact rave it save gegründet und 2014 mit dem Angebot dib+ (Drogeninfo Bern Plus) erweitert. Ab 2019 firmieren rave it safe und dib (neu: Drug Checking, Infos und Beratung) unter dem Namen Contact Nightlife.
Ende Februar 2020 entschied sich der Stiftungsrat von CONTACT dazu, einen Lebensmittelladen im Mattenhofquartier als zweiten LOLA-Standort zu übernehmen. Am 1. Juli wurde das Ladenlokal an der Brunnmattstrasse 57 operativ von CONTACT übernommen. Noch im selben Jahr, am 13. Oktober 2020, eröffnete die Stiftung CONTACT nebst Bern ein zweites Drug-Checking-Angebot in Biel.